# タイワンリス亜科
タイワンリス亜科（学名: Callosciurinae）は、哺乳綱齧歯目リス科の1亜科。
アジアの樹上性リスで、大部分は東南アジアに分布する。14属65種を含む。
亜科名は、「美しいリス」を意味するタイワンリス属 (クリハラリス属、ハイガシラリス属とも。Callosciurus）を模式種として名づけられた。

## 分類
- Callosciurini 族
  - タイワンリス属 (クリハラリス属、ハイガシラリス属とも) Callosciurus - ミケリス、タイワンリス、フィンレイソンリスなど（15種）
  - カオナガリス属 Dremomys （6種）
  - コビトリス属 Exilisciurus （3種）
  - ナガハリス属 Glyphotes　
  - セレベスハナナガリス属 Hyosciurus （2種）
  - スジヤシリス属 Lariscus （4種）
  - インドシナシマリス属 Menetes　
  - クロミミコビトリス属 Nannosciurus
  - マメリス属 Prosciurillus （5種）
  - ハナナガリス属 Rhinosciurus
  - セレベスアカハラリス属 Rubrisciurus
  - スンダリス属 Sundasciurus （2亜属15種）
  - ホオジロシマリス属 Tamiops （4種）
- Funambulini 族
  - シマヤシリス属 Funambulus - インドシマヤシリス (インドヤシリス) など（2亜属5種)